# Comuna Bratîșiv, Tlumaci
Bratîșiv (în ucraineană Братишів) este o comună în raionul Tlumaci, regiunea Ivano-Frankivsk, Ucraina, formată din satele Bratîșiv (reședința) și Radeanske Zahirea.

## Demografie
Componența lingvistică a comunei Bratîșiv
     Ucraineană (99,9%)
     Alte limbi (0,1%)
Conform recensământului din 2001, majoritatea populației comunei Bratîșiv era vorbitoare de ucraineană (99,9%), existând în minoritate și vorbitori de alte limbi.